# لشکر سی و سوم سواره‌نظام وافن اس‌اس (سوم مجارستان)
لشکر ۳۳ام سواره‌نظام وافن اس‌اس (آلمانی: 33. Waffen-Kavallerie-Division der SS (ungarische Nr. 3)) از لشکرهای خارجی وافن اس‌اس آلمان نازی در جنگ جهانی دوم بود.